# Athyrium americanum
Athyrium americanum är en majbräkenväxtart som först beskrevs av Frederick King Butters, och fick sitt nu gällande namn av William Ralph Maxon. Athyrium americanum ingår i släktet Athyrium och familjen Athyriaceae. Inga underarter finns listade.